# 領事館警察
領事館警察（りょうじかんけいさつ、英語: Consular Police）は、第二次世界大戦以前の日本の外務省（後に大東亜省）に置かれた警察機関。外務省警察とも呼ばれた。領事裁判権が認められている相手国には、日本の領事館警察署や派出所が多数置かれた。
1880年（明治13年）3月に、朝鮮（後の大韓帝国）の釜山に置かれたのを皮切りに、清国（後に中華民国）、シャム（後にタイ）、満洲国などにも設置された。
第二次世界大戦敗戦と同時に廃止され、当時3,400名いた領事警察官は在留邦人を護衛しつつ日本へと撤退した。

## 概要

### 設置の経緯と運用
外務省警察は、日朝修好条規・日清通商航海条約などにもとづく領事裁判権を根拠に設置された。日本は強引に「領事警察権」があると主張し、在留民の保護取締や権益擁護を名目に警察官を常駐させて、領事警察権を既成事実化させていった。1945年（昭和20年）の解体時には、中国各地に置かれた日本の領事館警察署に最大3500人ほどが勤務していた。当初は、いわゆる「一旗組」などの「不良日本人」の取締から始まったが、1910年代半ばからは、満洲での「不逞鮮人」の取締が強化されていった。
外務省警察は軽機関銃などで武装しているとはいえ、関東軍や支那駐屯軍に代表される圧倒的な軍事力の補完的存在にすぎないのが実情であり、その存在意義を回復するために「本然の特性」に立ち返ろうとする動きが出てくる。「昭和十年関東軍秋季治安粛清計画ニ基ク在満外務省警察行動要綱」では、「過激対策計画ノ実施」を重視すべきだとし、「外務省警察本然ノ特性ニ鑑ミ特ニ共産匪賊及反満抗日分子（特に鮮人）ノ根本的芟除ヲ目的トスル諜報及捜索検挙ニ万全ヲ期スルヲ要ス」とあるが、これは特高警察機能の発揮を意味していた。1920年代の段階では、特高警察運用に必要な経験や人材を内務省からの借り物で間に合わせていたが、自前の人材養成と経験の蓄積を行い、1935年（昭和10年）2月、在満洲外務省警察では「高等警察服務内規」を制定するに至っていた。これは、国内の「特別高等警察執務心得」に先行するものであった。
日中戦争以後は、「特高警察」機能の比重が高まり、在華日本人反戦同盟や、在中国朝鮮人の民族独立運動、在中国の外国人への視察が行われていた。1940年（昭和15年）3月、北支警察部主催の高等主任会議二日目において、「特高警察」を担当する三村哲雄第二課長は、武力戦から経済戦や思想戦に移行するのにともない、外務省警察の任務も「逐次警備警察から、高等警察に転移しつつある」と訓示している。北支警察部は、1938年（昭和13年）6月に「居留民取締り、特高警察、防共事務の完璧」を期すために設置された。

### 戦後
外務省警察は敗戦により消滅するが、引揚となった警察官は、特高的機能を有していたにもかかわらず、連合国軍最高司令官総司令部（GHQ）による「人権指令」の影響を受けずに済み、その経験とノウハウを生かして、各府県警察部や特別審査局（後の公安調査庁）、入国管理局に再就職していった。

## 業務
- 在留邦人の取締及び保護
- 領事館の警備
- 反日活動家の情報収集・監視

## 沿革
- 1880年（明治13年）3月　釜山領事館に警察官を派遣。（朝鮮国内初の領事館警察の設置）
- 1884年（明治17年）3月　上海領事館に警察官を派遣。（中国国内初の領事館警察の設置）
- 1899年（明治32年）4月　韓国国内の租界警察権を代行する。
- 1905年（明治38年）11月　第二次日韓協約により韓国統監府に警察権を移譲。（韓国国内における領事館警察の終焉）
- 1928年（昭和3年）7月　外務省で独自の警察官を採用。（従来は内務省からの出向）
- 1935年（昭和10年）7月　上海総領事館警察部を設置。
- 1936年（昭和11年）7月　天津総領事館警察部を設置。
- 1937年（昭和12年）12月　満洲国に対する治外法権撤廃により、満洲国に警察権を移譲。（満洲国内における領事館警察の終焉）
- 1938年（昭和13年）7月　在北京日本大使館に北支警務部（華北地区の領事館警察の統括機関）を設置。
- 1939年（昭和14年）10月　在上海日本大使館に中支警務部（華中地区の領事館警察の統括機関）を設置。
- 1942年（昭和17年）11月　大東亜省設置により、大東亜省警察官となる。
- 1945年（昭和20年）8月　敗戦。（中国国内における領事館警察の事実上の終焉）

## 在華領事館警察署
1944年（昭和19年）時点
- 張家口警察署
- 宣化警察署
- 大同警察署
- 厚和警察署
- 包頭警察署
- 北京警察署
- 豊台警察署
- 通州警察署
- 保定警察署
- 石門警察署
- 彰徳警察署
- 順徳警察署
- 開封警察署
- 新郷警察署

- 太原警察署
- 天津警察署
- 塘沽警察署
- 唐山警察署
- 柏各荘警察署
- 山海関警察署
- 芝罘警察署
- 威海衛警察署
- 青島警察署
- 坊子警察署
- 済南警察署
- 張店警察署
- 博山警察署
- 上海総領事館警察署

- 上海警察署
- 南通警察署
- 楊樹浦警察署
- 新市街警察署
- 寧波警察署
- 蘇州警察署
- 常州警察署
- 無錫警察署
- 杭州警察署
- 金華警察署
- 南京警察署
- 鎮江警察署
- 揚州警察署
- 徐州警察署

- 海州警察署
- 蚌埠警察署
- 蕪湖警察署
- 安慶警察署
- 九江警察署
- 南昌警察署
- 漢口警察署
- 武昌警察署
- 大治警察署
- 厦門警察署
- 広東警察署
- 海口警察署

## 主な事件
鴟河浦事件（韓国では鴟河浦義挙という）
日本商人を標的にした強盗殺人事件。犯人は金九（後大韓民国臨時政府大統領）で、強盗殺人犯として李氏朝鮮政府によって死刑判決を受けたが、まもなく減刑され、海外に逃亡した。
壬午事変
朝鮮軍守旧派による日本公使館襲撃事件で多数の巡査が殉職。靖国神社へ合祀される。
寛城子事件
支那兵による在留邦人・警察官への暴行と続く駐屯日本軍への攻撃により邦人を保護していた警察官合わせて18名が殺害される。
上海天長節爆弾事件
反日テロリスト尹奉吉による爆弾テロ事件。事件後、尹奉吉を教唆した大韓民国臨時政府はテロ組織として上海を追われることになった。
朝鮮排華事件
1931年7月15日、駐吉林日本領事館警察朴昌厦巡査が中国当局に逮捕される。
汕頭邦人巡査射殺事件
1935年1月21日、汕頭日本領事館巡査が射殺される。
漢口邦人巡査射殺事件
1935年9月19日、漢口日本領事館巡査が射殺される。
通州事件
中国人部隊による日本軍機関襲撃・居留民虐殺事件。約230名が殺害された。
南京総領事館毒酒事件
外務政務次官歓迎祝賀会の際に発生した中国人給仕による毒殺事件。領事館員2人が死亡した。

## 関連法令
- 外国在勤ノ外務省警察官ニ関スル件（大正5年8月7日勅令第196号）